# Hilda Heine
Hilda Cathy Heine (Majuro, 6 aprile 1951) è una politica marshallese, Presidente delle Isole Marshall in carica dal 28 gennaio 2016 al 14 gennaio 2020, prima donna a ricoprire questo incarico, e di nuovo dal 3 gennaio 2024.

## Biografia
Prima di diventare presidente, è stata Ministra dell'Istruzione. Laureatà all'Università dell'Oregon, ha conseguito il dottorato di ricerca (prima donna in assoluto) presso l'University of Southern California. Ha fondato il gruppo a favore dei diritti delle donne WUTMI: Women United Together Marshall Islands.

## Vita privata
Ha quattro figli.